# Místně specifické umění

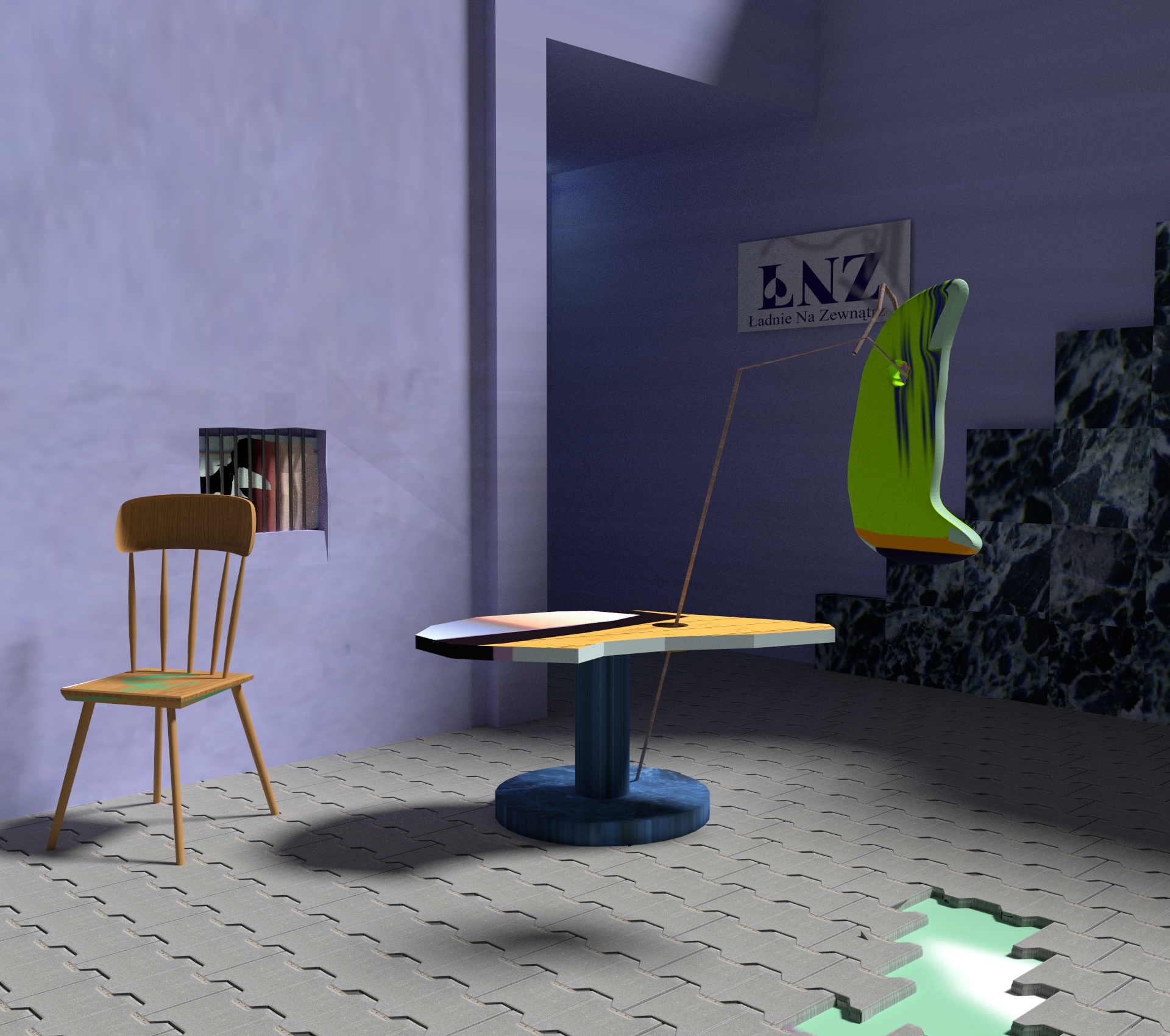
Místně specifické umění

Místně specifické umění, neboli instalace in situ je instalace navržená pro konkrétní prostor, se kterým se dále pracuje. V daném prostoru jsou vytvářeny nové souvislosti, prostor je propojován, či naopak rozdělován, může vznikat jakási architektura v architektuře. Umělci často pracují s určitým místem, s jeho specifickými parametry a vlastnostmi takovým způsobem, že vzniklou instalaci není možné bez zásadních změn znovu reprodukovat. Taková díla bývají jedinečná, nepřenosná, často také neprodejná, což popírá tradiční význam výtvarného díla jako takového. Díla by měla působit adekvátně k danému prostoru, brát v úvahu kontext architektonický, historický, kulturní, ale i sociální, psychologický i politický, ideálně harmonicky splynout s prostorem v jeden celek, vytvořit prostor se zcela novou funkcí a kvalitou. Instalace bývají umístěny ve volné krajině, veřejném městském prostoru či v nevyužívaných technických, užitkových a průmyslových architektonických objektech. Konkrétně to bývají například obchodní výlohy, ulice, sakrální objekty, jako jsou staré kostely a kláštery, továrny, nádraží, sklady, trafostanice. Tedy stavby, které často již neplní svojí funkci a kterým umělecká intervence pomůže vdechnout nový život.